# Campeonato Mundial de Snowboard de 2023 - Slopestyle masculino
A prova do Slopestyle masculino do Campeonato Mundial de Snowboard de 2023 ocorreu entre os dias 24 a 27 de fevereiro, em Bakuriani, na Geórgia.

## Medalhistas
| Ouro                   | Prata              | Bronze              |
| Marcus Kleveland (NOR) | Ryoma Kimata (JPN) | Chris Corning (USA) |

## Calendário
Todos os horários estão no horário local (UTC+4)
| Data            | Horário | Fase         |
| --------------- | ------- | ------------ |
| 24 de fevereiro | 10:00   | Qualificação |
| 27 de fevereiro | 15:15   | Final        |

## Resultados
Um total de 51 snowboarders de 20 nacionalidades participaram da competição.

### Qualificação
As provas começaram às 10:00 para a bateria 1, e às 13:30 para a bateria 2 do dia 24 de fevereiro.
Bateria 1
| Colocação | Bib | Ordem de descida | Nome                | Nacionalidade  | Descida 1 | Descida 2 | Melhor | Notas |
| --------- | --- | ---------------- | ------------------- | -------------- | --------- | --------- | ------ | ----- |
| 1         | 41  | 25               | Takeru Otsuka       | Japão          | 39.38     | 81.43     | 81.43  | Q     |
| 2         | 4   | 3                | Sven Thorgren       | Suécia         | 76.93     | 80.05     | 80.05  | Q     |
| 3         | 12  | 4                | Ryoma Kimata        | Japão          | 71.93     | 22.56     | 71.93  | Q     |
| 4         | 25  | 23               | Jake Canter         | Estados Unidos | 54.01     | 71.21     | 71.21  | Q     |
| 5         | 28  | 15               | Niek van der Velden | Países Baixos  | 68.56     | 70.75     | 70.75  | Q     |
| 6         | 17  | 2                | Sam Vermaat         | Países Baixos  | 38.61     | 70.21     | 70.21  | Q     |
| 7         | 1   | 6                | Marcus Kleveland    | Noruega        | 68.60     | 54.66     | 68.60  | Q     |
| 8         | 8   | 10               | William Mathisen    | Suécia         | 67.10     | 13.68     | 67.10  | Q     |
| 9         | 16  | 9                | Seppe Smits         | Bélgica        | 57.20     | 66.78     | 66.78  |       |
| 10        | 54  | 20               | Kalle Järvilehto    | Finlândia      | 37.66     | 64.83     | 64.83  |       |
| 11        | 9   | 7                | Cameron Spalding    | Canadá         | 35.76     | 64.06     | 64.06  |       |
| 12        | 42  | 19               | Noah Vicktor        | Alemanha       | 63.23     | 1.01      | 63.23  |       |
| 13        | 13  | 5                | Liam Brearley       | Canadá         | 58.41     | 35.18     | 58.41  |       |
| 14        | 24  | 13               | Moritz Thönen       | Suíça          | 48.03     | 24.38     | 48.03  |       |
| 15        | 33  | 22               | Francis Jobin       | Canadá         | 28.71     | 40.40     | 40.40  |       |
| 16        | 5   | 1                | Tiarn Collins       | Nova Zelândia  | 38.46     | 1.90      | 38.46  |       |
| 17        | 20  | 8                | Gabriel Almqvist    | Suécia         | 31.63     | 36.21     | 36.21  |       |
| 18        | 53  | 14               | Yang Wenlong        | China          | 34.50     | DNS       | 34.50  |       |
| 19        | 45  | 24               | Romain Allemand     | França         | 15.60     | 34.11     | 34.11  |       |
| 20        | 46  | 12               | Mikko Rehnberg      | Finlândia      | 20.25     | 28.10     | 28.10  |       |
| 21        | 37  | 11               | Kristián Salač      | Chéquia        | 27.68     | 1.50      | 27.68  |       |
| 22        | 21  | 27               | Moritz Boll         | Suíça          | 27.23     | 23.98     | 27.23  |       |
| 23        | 49  | 16               | Clemens Millauer    | Áustria        | 27.13     | 26.56     | 27.13  |       |
| 24        | 34  | 21               | Alberto Maffei      | Itália         | 20.26     | 11.38     | 20.26  |       |
| 25        | 50  | 17               | Álvaro Yáñez        | Chile          | 17.75     | 18.16     | 18.16  |       |
| 26        | 29  | 26               | Nick Pünter         | Suíça          | 13.36     | DNS       | 13.36  |       |
| 27        | 38  | 18               | Samuel Jaroš        | Eslováquia     | DNS       | DNS       | DNS    | DNS   |

Bateria 2
| Colocação | Bib | Ordem de descida | Nome                | Nacionalidade  | Descida 1 | Descida 2 | Melhor | Notas |
| --------- | --- | ---------------- | ------------------- | -------------- | --------- | --------- | ------ | ----- |
| 1         | 14  | 8                | Chris Corning       | Estados Unidos | 73.51     | 80.60     | 80.60  | Q     |
| 2         | 6   | 7                | Mons Røisland       | Noruega        | 52.05     | 78.90     | 78.90  | Q     |
| 3         | 7   | 3                | Taiga Hasegawa      | Japão          | 78.66     | 60.43     | 78.66  | Q     |
| 4         | 10  | 2                | Nicolas Huber       | Suíça          | 75.78     | 72.26     | 75.78  | Q     |
| 5         | 11  | 6                | Lyon Farrell        | Nova Zelândia  | 73.58     | 25.43     | 73.58  | Q     |
| 6         | 30  | 23               | Brock Crouch        | Estados Unidos | 69.78     | 53.90     | 69.78  | Q     |
| 7         | 18  | 9                | Enzo Valax          | França         | 66.33     | 27.76     | 66.33  | Q     |
| 8         | 35  | 16               | Jules De Sloover    | Bélgica        | 63.53     | 30.53     | 63.53  | Q     |
| 9         | 19  | 10               | Bendik Gjerdalen    | Noruega        | 46.76     | 61.11     | 61.11  |       |
| 10        | 23  | 15               | Jesse Parkinson     | Austrália      | 54.50     | 6.93      | 54.50  |       |
| 11        | 43  | 17               | Moritz Breu         | Alemanha       | 53.90     | 48.96     | 53.90  |       |
| 12        | 31  | 11               | William Almqvist    | Suécia         | 51.96     | 23.35     | 51.96  |       |
| 12        | 40  | 27               | Nicola Liviero      | Itália         | 51.71     | 40.48     | 51.71  |       |
| 14        | 44  | 12               | Nicolas Laframboise | Canadá         | 43.01     | 36.10     | 43.01  |       |
| 15        | 39  | 14               | Lee Dong-heon       | Coreia do Sul  | 38.78     | 12.51     | 38.78  |       |
| 16        | 47  | 18               | Casper Wolf         | Países Baixos  | 37.88     | 18.36     | 37.88  |       |
| 17        | 51  | 13               | Pedro Pizarro       | Chile          | 36.85     | 26.28     | 36.85  |       |
| 18        | 3   | 4                | Sean FitzSimons     | Estados Unidos | 34.40     | 27.48     | 34.40  |       |
| 19        | 27  | 21               | Jakub Hroneš        | Chéquia        | 34.06     | 30.30     | 34.06  |       |
| 20        | 22  | 19               | Ruki Tobita         | Japão          | 33.48     | 17.00     | 33.48  |       |
| 21        | 26  | 20               | Stian Kleivdal      | Noruega        | 26.80     | 28.11     | 28.11  |       |
| 22        | 52  | 22               | Joewen Frijns       | Bélgica        | 24.75     | 24.13     | 24.75  |       |
| 23        | 48  | 25               | Emil Zulian         | Itália         | 23.15     | 8.78      | 23.15  |       |
| 24        | 36  | 26               | Naj Mekinc          | Eslovênia      | 15.98     | 21.76     | 21.76  |       |
| 25        | 55  | 24               | Valtteri Kautonen   | Finlândia      | 9.13      | DNS       | 9.13   |       |
| 26        | 15  | 1                | Øyvind Kirkhus      | Noruega        | DNS       | DNS       | DNS    | DNS   |
| 26        | 2   | 5                | Valentino Guseli    | Austrália      | DNS       | DNS       | DNS    | DNS   |

### Final
As provas começaram às 15:15 do dia 27 de fevereiro.
| Colocação         | Bib | Ordem de descida | Nome                | Nacionalidade  | Descida 1 | Descida 2 | Melhor |
| ----------------- | --- | ---------------- | ------------------- | -------------- | --------- | --------- | ------ |
| Medalha de ouro   | 1   | 4                | Marcus Kleveland    | Noruega        | 40.33     | 87.23     | 87.23  |
| Medalha de prata  | 12  | 11               | Ryoma Kimata        | Japão          | 83.45     | 45.23     | 83.45  |
| Medalha de bronze | 14  | 15               | Chris Corning       | Estados Unidos | 82.18     | 32.83     | 82.18  |
| 4                 | 6   | 13               | Mons Røisland       | Noruega        | 78.90     | 24.13     | 78.90  |
| 5                 | 8   | 2                | William Mathisen    | Suécia         | 36.28     | 77.35     | 77.35  |
| 6                 | 7   | 12               | Taiga Hasegawa      | Japão          | 76.41     | 32.33     | 76.41  |
| 7                 | 41  | 16               | Takeru Otsuka       | Japão          | 71.78     | 46.60     | 71.78  |
| 8                 | 30  | 5                | Brock Crouch        | Estados Unidos | 68.43     | 71.63     | 71.63  |
| 9                 | 11  | 8                | Lyon Farrell        | Nova Zelândia  | 67.60     | 71.28     | 71.28  |
| 10                | 18  | 3                | Enzo Valax          | França         | 31.28     | 70.91     | 70.91  |
| 11                | 25  | 9                | Jake Canter         | Estados Unidos | 31.93     | 69.55     | 69.55  |
| 12                | 17  | 6                | Sam Vermaat         | Países Baixos  | 47.01     | 67.88     | 67.88  |
| 13                | 4   | 14               | Sven Thorgren       | Suécia         | 30.01     | 67.56     | 67.56  |
| 14                | 28  | 7                | Niek van der Velden | Países Baixos  | 40.76     | 61.06     | 61.06  |
| 15                | 35  | 1                | Jules De Sloover    | Bélgica        | 48.43     | 43.20     | 48.43  |
| 16                | 10  | 10               | Nicolas Huber       | Suíça          | 32.86     | 34.36     | 34.36  |

Legenda
| Recorde mundial       | Recorde mundial (World record)               |                       | Recorde africano                      | Recorde africano (African) |                                           | Q | Classificado por posição (Qualified) |
| Recorde do campeonato | Recorde do campeonato (Championship record)  | Recorde da América    | Recorde da América (Americas)         | q                          | Classificado por melhor tempo (Qualified) |   |                                      |
| Melhor marca do ano   | Melhor marca do ano (World leading)          | Recorde asiático      | Recorde asiático (Asian)              | DNS                        | Não largou (Did not start)                |   |                                      |
| Recorde nacional      | Recorde nacional (National record)           | Recorde europeu       | Recorde europeu (European)            | DNF                        | Não terminou (Did not finish)             |   |                                      |
| Recorde pessoal       | Recorde pessoal do atleta (Personal best)    | Recorde da Oceania    | Recorde da Oceania (Oceania)          | DSQ / DQ                   | Desclassificado (Disqualified)            |   |                                      |
| Recorde da temporada  | Recorde da temporada do atleta (Season best) | Recorde sul-americano | Recorde sul-americano (South America) | NM                         | Sem marca (No mark)                       |   |                                      |